# علاء الدين سليمان شاه
السلطان علاء الدين سليمان شاه بن راجا موسى (11 سبتمبر 1863 - 31 مارس 1938) هو السلطان الخامس لسلاغور من عام 1898 حتى عام 1938. كان يُعرف سابقًا باسم راجا سليمان قبل تتويجه سلطانًا.
حصل السلطان سليمان على رتبة قائد فارس من وسام القديس ميخائيل والقديس جورج في عام 1912، ثم رتبة فارس عام من وسام القديس مايخائيل والقديس جورج عام 1929، من قبل المملكة المتحدة وحصل على لقب سير.
تميز حكم السلطان بانضمام سلاغور إلى ولايات الملايا الفيدرالية، وهو اتحاد يضم أربع محميات في شبه جزيرة ملايو، بما في ذلك فيرق ونكري سمبيلن وفهغ، التي أنشأتها الحكومة البريطانية في عام 1895، واستمرت حتى عام 1946.
بنى آستانة عالم شاه في عام 1905 في عهد السلطان سليمان. واستمر السلطان في العيش في القصر لمدة 35 عامًا حتى وفاته عام 1938.